# Gabriel Romero
Gabriel Alonso Suárez Romero (Sabanagrande; 20 de septiembre de 1943) más conocido como Gabriel "Rumba" Romero  o El Cumbiambero Mayor es un cantautor, músico y director de orquesta colombiano.

## Biografía
Siendo un muchacho apenas mayor de 10 años. En ese entonces, ya tenía un grupo musical con algunos compañeros de escuela y se presentaban en las fiestas patronales para interpretar las canciones de Guillermo Buitrago y Pacho Galán, Y tampoco cuando, tras salir del colegio, se paraba con sus amigos a ver ensayar la orquesta de este último, "la más importante de ese momento en Colombia".
Una vez, viendo un ensayo, semejante orquesta de 22 músicos, Gabriel les dijo a sus compañeros: "Yo, cuando esté grande, voy a ser cantante de esa agrupación". Fue el premio por haber ganado un concurso radial en Emisoras Unidas, de la capital del Atlántico. Ese concurso abrió de una vez y para siempre la puerta de su vida musical, porque Pacho le dio oportunidad de cantar con su grupo. Gabriel Romero no quiso aprender a tocar ningún instrumento, para que en las orquestas no lo pusieran en otro puesto distinto al de vocalista.
En 1969 se le presentó la oportunidad de su vida: grabar una canción que el maestro José Barros trajo en su mochila desde los lejanos confines del Magdalena Grande, El Banco, ni más ni menos que La Piragua, éxito con el que inicio su verdadera carrera musical. Se fue entonces para Medellín y en la disquera Sonolux grabó esa hermosa cumbia con la orquesta paisa Los Black Stars del maestro Alfonso Fernández Ochoa, además coprodujeron otros grandes éxitos con dicha agrupación como: "Violencia", "Ave pa' ve", "Qué bueno está el cumbión", "El hijo de don Roque", "Los doctores", "El minero", etc. Más adelante grabaría con su propia Orquesta éxitos como "La Subienda" "Las Lavanderas" "El Machete" "La Caldereta" "Me Importa un Carajo" ‘El Porro Sabanero’, ‘El Cumbiambero’, ‘La ñapa’, ‘Muchas gracias Barranquilla’  ‘El Viajecito’.

## Discografía
- A Todo Tren Vol. V (1969)
- ¡En Plena Fiesta! con Gabriel Romero (1975)
- El Campeón (1978)
- El Cumbiambero (1979)
- Gabriel Romero (1981)

## Premios y nominaciones
Ganador del festival de la canción en compañía de Estercita Forero, Congos de oro, discos de oro, reconocimientos nacionales e internacionales, la orden de gran caballero, Senado de la República y más.